# Ceraphron kamiyae
Ceraphron kamiyae är en stekelart som först beskrevs av Ishii 1938.  Ceraphron kamiyae ingår i släktet Ceraphron och familjen pysslingsteklar. Inga underarter finns listade i Catalogue of Life.